# Ephippus
Ephippus is een geslacht van straalvinnige vissen uit de familie van schopvissen (Ephippidae).

## Soorten
- Ephippus goreensis Cuvier, 1831
- Ephippus orbis (Bloch, 1787)